# 中国人民政治协商会议山东省委员会
中国人民政治协商会议山东省委员会，简称山东省政协，成立于1955年1月，是中国人民政治协商会议在山东省的地方组织机构，其主要职能是政治协商、民主监督、参政议政。

## 历史沿革
1950年3月8日至16日，山东省各界人民代表会议第一次会议在济南市召开，选举产生了山东省各界人民代表会议协商委员会（简称山东省协商委员会），作为山东省各界人民代表会议闭会期间的常设机构。1951年1月18日，平原省首届各界人民代表会议第一次全体代表会议在新乡市召开，选举产生了平原省各界人民代表会议协商委员会（简称平原省协商委员会），作为平原省各界人民代表会议闭会期间的常设机构。
1952年底，平原省被撤销，菏泽、聊城、湖西3专区划归山东省。平原省协商委员会部分委员加入到山东省协商委员会。
根据《中华人民共和国宪法》和《中国人民政治协商会议章程》，1955年1月7日至11日，中国人民政治协商会议山东省第一届委员会第一次全体会议在济南市召开，标志着中国人民政治协商会议山东省委员会（简称山东省政协）的正式成立。
1966年文化大革命开始以后，山东省政协和各市县委员会都被迫停止活动。1977年12月6日至15日，中国人民政治协商会议山东省第四届委员会第一次会议在济南市召开，标志着省政协组织的正式恢复。

## 机构设置

### 办公厅
- 会议活动处
- 综合处
- 秘书处（督查处）
- 人事处
- 行政处
- 接待处
- 离退休干部处
- 信息处

### 专门委员会
政协第十二届山东省委员会设有以下专门委员会：
- 提案委员会
- 经济委员会
- 农业和农村委员会
- 人口资源环境委员会
- 教科卫体委员会
- 港澳台侨和外事委员会
- 社会法制委员会
- 民族和宗教委员会
- 文化文史和学习委员会
- 委员联络工作委员会

## 历届委员会

### 第一届
- 任期：1955年1月－1959年5月
- 主席：譚啟龍
- 副主席：晁哲甫、马保三、苗海南（1955年1月－1957年4月）、王深林、张伯秋、赵笃生（1956年4月－1959年5月）、范予遂（1956年4月－1958年3月）、王祝晨（1956年4月－1959年5月）、周志俊
- 秘书长：赵笃生（1955年1月－1956年4月） → 解方

### 第二届
- 任期：1959年5月－1963年12月
- 主席：譚啟龍
- 副主席：晁哲甫、马保三、刘仲益、刘民生、李澄之、陈梅川、张伯秋、邵德孚、苗海南、张玺、丁履德、王林肯（1959年5月－1960年6月）、周志俊（1959年5月－1960年12月）、王祝晨
- 秘书长：范行克（1959年5月－1960年12月）

### 第三届
- 任期：1963年12月－1966年5月
- 主席：譚啟龍
- 副主席：晁哲甫、张晔、马保三（1963年12月－1964年2月）、成仿吾、刘仲益、刘民生、李澄之、邵德孚、王哲、冯平、张伯秋（1963年12月－1965年5月）、苗海南、丁履德、周志俊、王祝晨、霍维德（1965年12月－1966年5月）
- 秘书长：刘乃殿

### 第四届
- 任期：1977年12月－1983年4月
- 主席：白如冰 → （1977年12月－1979年6月） → 赵林（1979年6月－1979年11月） → 高克亭（1979年12月－1983年4月）
- 副主席：杨国夫（－1982年2月）、王众音（－1979年12月）、李子超（－1979年12月）、王哲、张晔（－1979年12月）、刘民生（－1978年1月）、陈雷（－1979年12月）、张竹生（－1979年12月）、冯平、徐眉生、杨介人（－1979年12月）、曾呈奎（－1979年12月）、刘先志（－1979年12月）、郭贻诚、周志俊（－1979年12月）、李思敬、张蔚岑、周星夫（1979年12月－）、余修（1979年12月－）、李林（1979年12月－）、田海山（1979年12月－）、白炎波（1979年12月－）、王亮（1979年12月－）、江国栋（1979年12月－）、范予遂（1979年12月－）、方宗熙（1979年12月－）、杜瑞兰（1981年12月－1982年2月）
- 秘书长：赵芳洲

### 第五届
- 任期：1983年4月－1988年2月
- 主席：李子超
- 副主席：周星夫、余修（1983年4月－1984年12月）、刘先志、徐眉生、郭贻诚、李思敬（1983年4月－1985年3月）、张蔚岑、田海山（1983年4月－1985年3月）、王亮（1983年4月－1985年3月）、范予遂（1983年4月－1983年10月）、方宗熙（1983年4月－1985年7月）、徐文园、孔令仁、蔡强康、丁方明
- 秘书长：徐鹏先

### 第六届
- 任期：1988年2月－
- 主席：李子超
- 副主席：周振兴、徐文园、孔令仁、丁方明、郑伟民、金宝珍、杨达、郑守仪、吴富恒、吴鸣岗、王祖农、苏应衡、苗永明、陆懋曾（1989年3月－）、翟永浡（1992年3月－）、田健（1992年3月－）

### 第七届
- 任期：1993年4月－1998年4月
- 主席：陆懋曾
- 副主席：翟永浡、田健、孔令仁、郑守仪、王裕晏、崔惟琳、吴富恒、吴鸣岗、王祖农、苏应衡、苗永明、李功九、刘洪仁（增补）、李殿魁（增补）

### 第八届
- 任期：1998年4月－2003年4月
- 主席：韩喜凯 → 吴爱英（2002年3月－）
- 副主席：崔惟琳、苗永明、刘洪仁、李殿魁、王久祜、管华诗、周鸿兴、朱铭、张敏、潘广田、汪峡、林书香（2002年3月－）、刘柏年（2002年3月－）、时立军（2002年3月－）

### 第九届
- 任期：2003年1月－2008年1月
- 主席：吴爱英 → 孙淑义（2004年1月－）
- 副主席：王久祜、林书香（－2007年2月）、周鸿兴、朱铭、张敏、乔延春、王宗廉、齐乃贵、苗淑菊、王志民、王修智（2005年1月－）、谢玉堂（2006年1月－）
- 秘书长：袁义法 → 毕泗生（2006年1月－）

### 第十届
- 任期：2008年1月－2013年1月
- 主席：孙淑义 → 刘伟
- 副主席：乔延春（2008年1月－2012年2月）、齐乃贵（2008年1月－2012年2月）、焉荣竹（2012年2月－2013年1月）、王志民、赵玉兰、张传林、李德强、栗甲、王新陆、王乃静、陈光（2012年2月－2013年1月）
- 秘书长：毕泗生 → 张心骥（2012年2月－2013年1月）[5]

### 第十一届
- 任期：2013年1月－2018年1月
- 主席：刘伟[6]
- 副主席：焉荣竹（2013年1月－2016年1月）、张传林（2013年1月－2016年1月）、栗甲（2013年1月－2016年1月）、王新陆（2013年1月－2016年1月）、雷建国（2015年1月－2018年1月）、王乃静、陈光、许立全、郭爱玲、孙继业、翟鲁宁（2016年1月－2018年1月）、赵家军（2016年1月－2018年1月）[7]
- 秘书长：张心骥

### 第十二届
- 任期：2018年1月－2023年1月
- 主席：付志方[8]（－2022年1月） → 葛慧君（2022年1月－）
- 副主席：吴翠云（－2022年1月）、郭爱玲（－2021年2月）、赵家军、唐洲雁、王艺华、韩金峰、王修林、程林、刘均刚、于国安（2021年2月－）、段青英（2021年2月－）、王书坚（2022年1月－）、林峰海（2022年1月－）
- 秘书长：王艺华（2018年1月－2019年2月）[9] → 刘永巨（2019年2月－2022年1月） → 边祥慧（2022年1月－）

### 第十三届
- 任期：2023年1月－[10]
- 主席：葛慧君
- 副主席：王书坚、林峰海、孙继业、王修林、程林（－2023年3月）、刘均刚、孙述涛（－2023年5月）、段青英、张新文
- 秘书长：秦传滨